# San Andrés (île)
 (mai 2025).
Si vous disposez d'ouvrages ou d'articles de référence ou si vous connaissez des sites web de qualité traitant du thème abordé ici, merci de compléter l'article en donnant les références utiles à sa vérifiabilité et en les liant à la section « Notes et références ».
San Andrés est une île de l'archipel de San Andrés, Providencia et Santa Catalina, en Colombie. Il s'agit d'un atoll surélevé.
Déclarée port libre en 1953, et à seulement 1 h 30 par avion de Bogota, San Andrés est la plus grande île de l'archipel avec 26 km2 de superficie et une température moyenne de 27 degrés ; San Andrés concentre 90 % de la population de l'archipel de San Andrés y Providencia. Ville commerciale et touristique, San Andrés est reconnue pour ses magnifiques plages au sable fin bordées de cocotiers, son eau transparente aux 7 dégradés de bleu, son excellente infrastructure hôtelière et ses magasins bien approvisionnés de produits importés ; elle est la plus grande et, surtout, la plus visitée des îles. L'un de ses principaux attraits touristiques est la proximité aux îlots Johnny Cay, El Acuario, Cotton Cay, Crab Cay, Haines Cay, et Brothers Cays.
Le centre-ville de San Andrés est situé à l'extrémité nord de l'île ; c'est le haut lieu du tourisme, des affaires, du commerce (la majorité des restaurants est dans ce secteur) et des bureaux du gouvernement.  C'est également à cet endroit que l'on trouve la plage municipale, la Playa Sprat Bight (qui s'étend sur 450 mètres de sable blanc), où sont présentés des concerts musicaux. L'architecture est fondamentalement moderne, bien que quelques maisons rustiques rappellent des jours pas encore si lointains. 

## Histoire
- La première apparition de San Andrés sur une carte espagnole date de 1527.
- Arrivée des premiers Anglais en 1628.
- Déclarée port libre en 1953

## Le District de San Luis
Le District de San Luis est un des plus traditionnels de l'île, avec ses maisons en bois et l'architecture des Antilles. Dans le passé, il était le port principal de l'île d'où on expédiait les noix de coco. Il y a des plages charmantes dans ce district, de même que quelques hôtels et quelques restaurants renommés qui se mélangent parfaitement avec l'architecture locale. Les plages de San Luis ont des noms différents, selon leur emplacement. Sound Bay est la plus longue et son nom provient du fait qu'à cet endroit, les vagues viennent heurter le récif de corail. Jenny Bay  de sable de corail rose ; elle est très populaire chez les enfants de l'île. Cocoplum Bay  est la préférée des enfants et des adolescents à cause de son eau peu profonde, son sable blanc et le vert et le bleu de son eau. Rocky Cay est un îlot rocheux couvert d’arbustes qui est accessible à pieds de la plage. 

## Attractions à San Andrés
- Johnny Cay est une petite île qui peut être vue de la plage principale (municipale). C'est l'endroit préféré des touristes. Le plus paradisiaque de l'archipel : quelques palmiers, de la musique, de la nourriture et une eau superbe, digne de Bora-Bora. À l'Est de San Andrés vous pouvez également voir Haynes Cay et le Acuario. Haynes Cay est un îlot avec une douzaine de palmiers et à sa droite, se trouve l'îlot Acuario. 
- La cueva de Morgan : l'infâme pirate Henry Morgan résidait sur l'île, et c'est à cette place qu'il a planifié divers assauts sur les galions chargés d'or à destination de l'Europe. Il n'a pas été exactement établi où son trésor a été caché, mais quelques insulaires affirment que c'était dans la cueva de Morgan qu'il s'y trouve. La cueva est une grotte corallienne profonde qui communique avec la mer à travers une série de tunnels.
- El cove : cette baie est le meilleur endroit pour contempler les merveilleux couchers de soleil. C'est à cet endroit que les bateaux militaires et de croisières des Antilles s'ancrent. Un endroit pour y effectuer de la plongée sous-marine et les restaurants vendent des plats locaux. 
- La piscinita : une piscine naturelle idéale pour la plongée de surface.
- Pox Hole: la mer a taillé une piscine naturelle dans le corail.  On s'y rend pour nager ou faire de la plongée avec tuba. On la retrouve au sud-est de l'île juste après la route Tom Hooker
- El hoyo soplador (Trou souffleur) : Situé sur la pointe la plus méridionale de l'île. L'hoyo soplador nous présente un phénomène naturel, une des fiertés de l'île, qui est produit par une série de tunnels souterrains creusés à même le roc qui se réunissent à quelques mètres de la mer. À la marée haute et quand le vent pousse les vagues dans ces tunnels, avec la force suffisante, l'air et l'eau sont comprimés dans les tunnels et ressortent avec une forte pression tel un geyser ; le jet atteint une hauteur moyenne de 5 mètres. 